# Kufuova djeca
Kufu je bio 2. faraon 4. dinastije. Najpoznatiji je po tome što je dao izgraditi Veliku piramidu u Gizi. Imao je barem četiri supruge koje su bile kraljice Egipta i mnogo sinova i kćeri, a svako je njegovo dijete imalo određene naslove i visoke položaje u egipatskom društvu. Kufuove supruge čija su nam imena poznata bile su njegove polusestre Meritites I. i Henutsen.

## Djeca Kufua i Meritites I.
| Ime           | Slika | Titula               |
| ------------- | ----- | -------------------- |
| Kauab         |       | krunski princ Egipta |
| Džedefhor     |       | princ Egipta         |
| Heteferes II. |       | kraljica Egipta      |
| Meritites A   |       | princeza Egipta      |
| Meresank II.  |       | kraljica Egipta      |
| Baufra        |       | princ Egipta         |

## Djeca Kufua i njegove druge supruge
| Ime      | Slika    | Titula        |
| -------- | -------- | ------------- |
| Džedefra | Džedefra | faraon Egipta |

Moguće je da Džedefra nije bio jedino dijete Kufua i njegove druge supruge. 

## Djeca Kufua i Henutsen
| Ime       | Slika | Titula        |
| --------- | ----- | ------------- |
| Minkaf A  |       | princ Egipta  |
| Kafra     | Kafra | faraon Egipta |
| Kufukaf A |       | princ Egipta  |

## Ostala Kufuova djeca
| Ime         | Slika                   | Titula          |
| ----------- | ----------------------- | --------------- |
| Babaef      |                         | princ Egipta    |
| Horbaef     |                         | princ Egipta    |
| Ijnefer B   |                         | princ Egipta    |
| Nefertiabet | Nefertiabet pred stolom | princeza Egipta |

Ova su djeca bila rođena od Kufuove druge ili treće supruge. 

## Moguća Kufuova djeca
| Ime         | Slika | Titula          |
| ----------- | ----- | --------------- |
| Nefermaat B |       | princ Egipta    |
| Nefertkau B |       | princeza Egipta |

Majka Nefermaata B je bila princeza Nefertkau A, Kufuova polusestra. Nefertkau B je bila žena Kufukafa A. 